# Папужець маврикійський
Папужець маврикійський (Lophopsittacus mauritianus) — великий вимерлий птах родини папугові, ендемік Маскаренського острова Маврикій в Індійському океані на схід від Мадагаскару. Невідомо, який вид є найближчим родичем Lophopsittacus mauritianus, однак розглянутий таксон був поміщений до триби справжніх папуг як і інші маскаренські папуги. Цей вид був схожий з папужцем родригійським, який можливо був найближчим родичем.
Голова птаха була великою по відношенню до тулуба, а на лобі був присутній виразний чубчик. Птах мав дуже великий дзьоб, порівнюваний за розміром з тим, що був у гіацинтового ара і що дозволяв би йому розкривати тверде насіння. Субфосилії кісток вказують на те, що вид мав краще виражений статевий диморфізм тіла і голови, ніж будь-який інший вид з живих папуг. Точне забарвлення невідоме, але в сучасному описі вказується на те, що птах мав синю голову, сірий або чорний тулуб і, можливо, червоний дзьоб. Припускається, що птах погано літав.
Папугу вперше згадують як «індійських ворон» у голландських суднових журналах з 1598 року. Відомо лише кілька коротких описів сучасників і три зображення. Науково птах був вперше описаний за зразками нижньої щелепи в 1866 році, але робота не посилалася на старі повідомлення, поки не був знайдений відповідний детальний нарис 1601 року. Птахи вимерли в XVII столітті через збезлісення, хижацтво з боку інвазивних видів, а також імовірне полювання на них.

## Таксономія

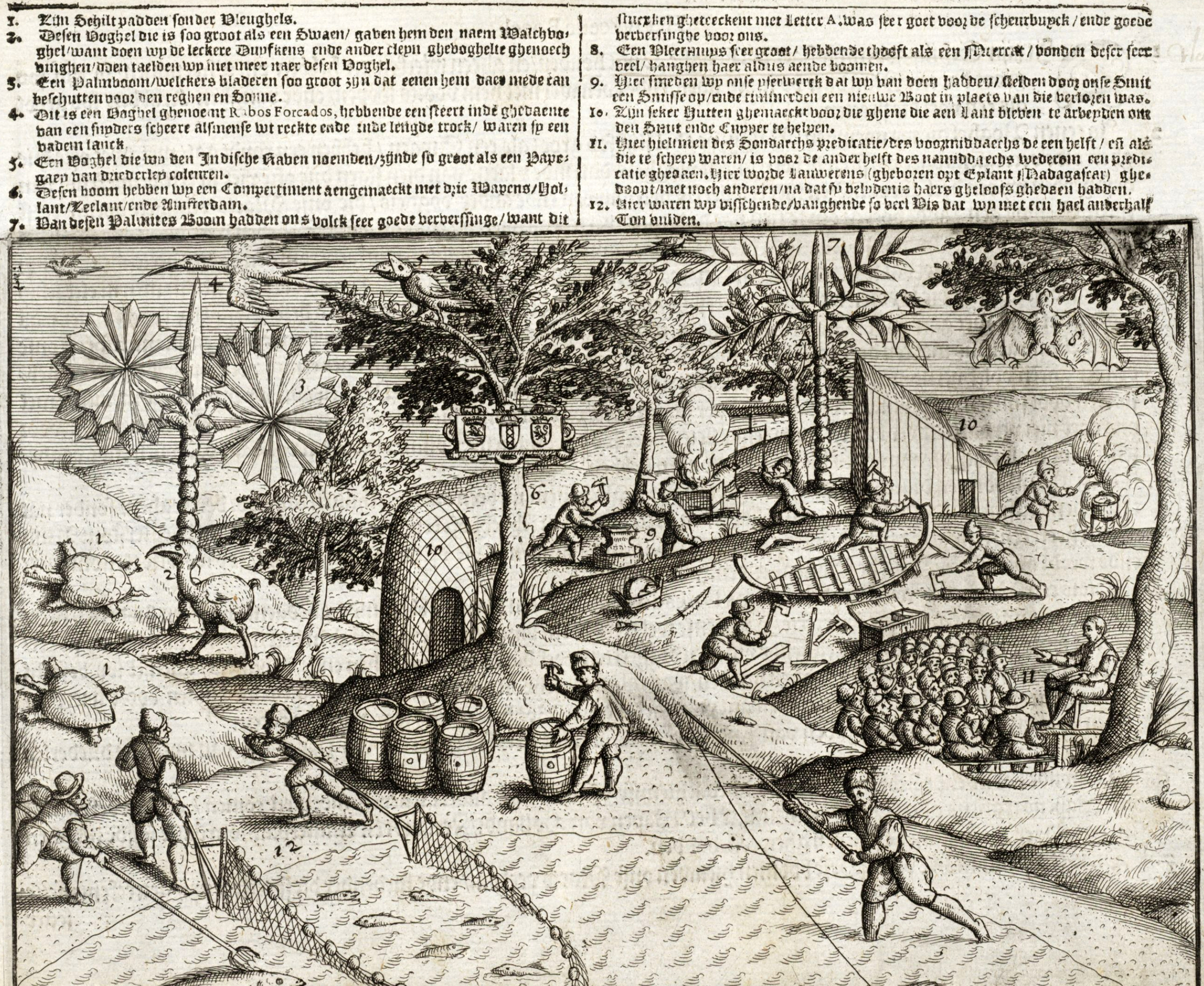
Гравюра на дереві 1601 року з першим опублікованим описом Lophopsittacus mauritianus, який сидить високо на дереві під номером 5

Найбільш ранні з відомих описів птаха, були залишені голландськими мандрівниками під час другої голландської експедиції до Індонезії на чолі з адміралом Якобом Корнелісом ван Неком у 1598 році. Вони представлені в доповідях, опублікованих у 1601 році, які також містять перші ілюстрації птаха разом з маврикійським дронтом. Голландські моряки, які відвідали Маврикій, розглядали птахів окремо від папуг, згадуючи їх як «індійські ворони» без детального опису, що викликало в подальшому розгубленість під час вивчення старих суднових журналів:23–25.
Англійський натураліст Г'ю Едвін Стрікланд помістив «індійських воронів» в рід гомраї, оскільки він трактував виріст на чолі як недорозвинений ріг:23–25. Голландці та французи протягом XVII століття також згадували південноамериканських ара як «індійських ворон», а голландськими, французькими та англійськими поселенцями в Ост-Індії подібна назва навіть застосовувалося до птахів-носорогів:4–17. Сер Томас Герберт в 1634 році з описом «птахи, такі ж вперті й енергійні як папуги» згадував вид як «какаду», проте натураліст не знав, що це один і той же таксон:23–25. Навіть після збігу решток Lophopsittacus mauritianus з їхніми знайденими описами французький зоолог Еміль Устале стверджував, що «індійські ворони» були птахами-носорогами, рештки яких очікували відкриття. Франц Штауб до кінця 1993 року підтримував цю ідею. На жодному з океанських островів будь-яких останків птахів-носорогів крім вимерлих видів з Нової Каледонії не виявлялося:4–17.
Першим відомим фізичним екземпляром маврикійського папуги була субфосилія нижньої щелепи, зібрана разом з першою партією кісток дронта, знайдена на болоті Мар-о-Сонж. Британський біолог Річард Овен описав нижню щелепу в 1866 році й встановив, що вона належала виду великих папуг, якому він присвоїв біноміальну назву Psittacus mauritianus:23–25. Цей голотипний екземпляр наразі втрачено:4–17. У 1868 році незабаром після повторного відкриття суднового журналу корабля «Гелдерланд» з Голландської Ост-Індської компанії 1601 року Герман Шлегель в цьому документі досліджував чорнильний ескіз птаха. Розуміючи, що на малюнку, який приписують художнику Ерісу Юстенсу Лерлю, зображений папуга, описаний Овеном, Шлегель виявив зв'язок з описом старого журналу. У 1875 році через істотні відмінності між кістками і чубчиком викопного виду з видами роду жако Альфред Ньютон відніс птаха в окремий рід під назвою Lophopsittacus. Lophos — давньогрецьке слово, що означає «гребінь», а «psittakos» — «папуга»:4–17.
У 1973 році на основі решток, зібраних Луї Етьєном Тіріу на початку XX століття, Холіоук помістив маленького викопного маврикійського папугу в той же рід, що й Lophopsittacus mauritianus, назвавши його Lophopsittacus bensoni. У 2007 році на основі порівнянь зразків з описами XVII і XVIII століть Г'юм помістив вид у рід кільчастих папуг, назвавши його Psittacula bensoni:4–17. Раніше Джеймс Грінвей припускав, що повідомлення про сірих маврикійських папугах відносяться до розглянутого виду.

### Еволюція

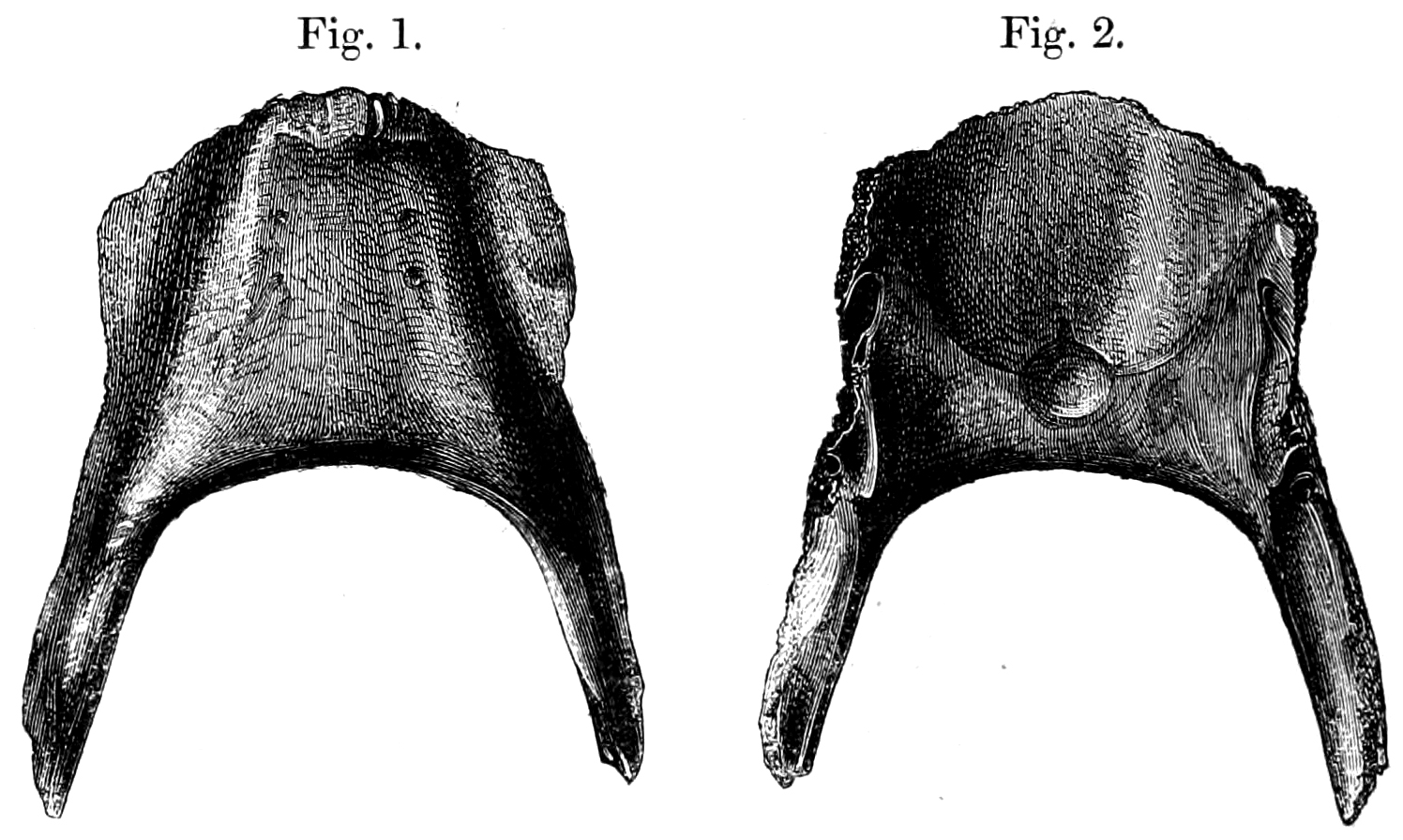
Викопна нижня щелепа, 1866

Таксономічний родовід птаха суперечливий. Беручи до уваги великий дзьоб і інші остеологічні особливості виду, Едвард Ньютон і Ганс Гадов припустили, що птах є близьким родичем папужця родригійського, але не могли визначити, чи належать таксони до одного й того ж роду, оскільки відомо, що гребінь мав лише останній.
Велика кількість ендемічних маскаренських птахів, у тому числі і маврикійський дронт, походять від південно-азійських предків, тому англійський палеонтолог Джуліан Г'юм припустив, що цей випадок міг відноситься і до всіх папугових. У плейстоцені рівень моря був низьким, тому у видів була можливість колонізувати менш ізольовані острови:71. Хоча більшість вимерлих маскаренських папуг недостатньо вивчені, рештки демонструють, що вони мали такі спільні риси, як великі голови та щелепи, редуковані кістки в районі великого грудного м'яза і міцні кінцівки. Г'юм згідно з радіаційною еволюцією припустив, що вони походять від справжніх папуг, посилаючись на морфологічні особливості та колонізацію представників триби безлічі ізольованих островів в Індійському океані:4–17. Можливо справжні папуги потрапляли в цей район кілька разів, оскільки багато видів були настільки пристосованими, що могли суттєво змінитися на островах з гарячих точок до виходу Маскаренських островів у відкрите море:71. Вивчення генів у 2011 році замість цього показало, що найближчим родичем маскаренського папуги з Реюньйона є малий папуга-ваза з Мадагаскару і сусідніх островів, таким чином, підриваючи теорію про походження від справжніх папуг.

## Опис

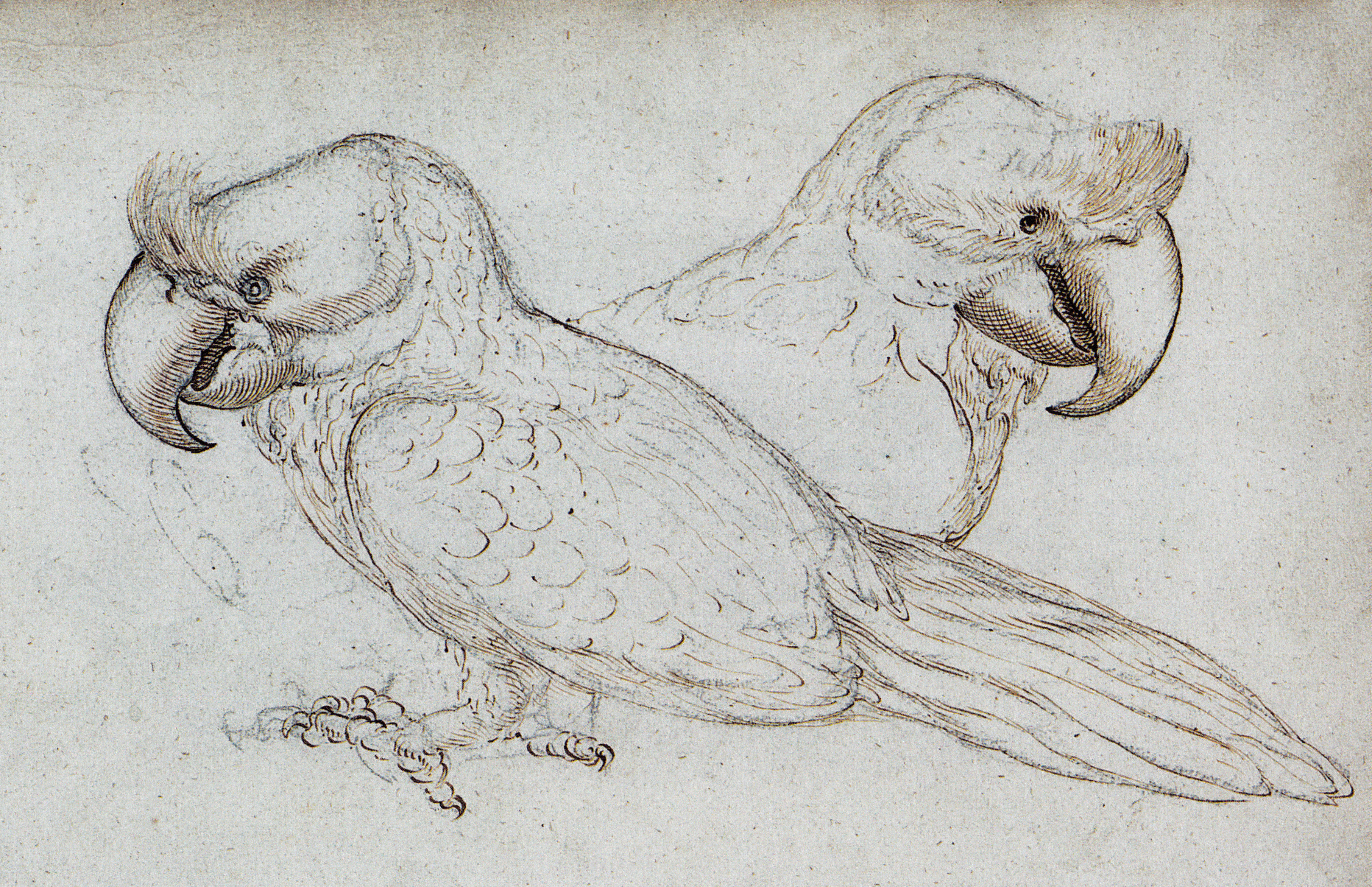
Ескіз птаха з суднового журналу корабля «Гелдерланд»

Птах на лобі мав помітний пір'яний гребінь. Чубчики на черепі вказували на те, що гребінь був надійно закріплений і птах на відміну від какаду не міг їм ворушити:4–17. У 2003 році ескіз птаха 1601 року був досліджений Г'юмом, який порівнював чорнильне зображення з основним олівцевим нарисом, і виявив, що останній мав додаткові особливості. На олівцевому малюнку зображені гребінь у вигляді клаптика округлих пір'їв, які з'єднувалися з чолом біля основи дзьоба, а також первинне покривне пір'я, великі махові пера і злегка роздвоєний хвіст. Вимірювання кісток, відомих з 1893 року, вказують, що нижня щелепа була 65—78 мм завдовжки і 65 мм завширшки, стегнова кістка — 58—63 мм, велика гомілкова кістка — 88—99 мм, а плесна — 35 мм. На відміну від інших маскаренських папуг птах мав плаский череп:4–17.
Судячи зі зразків, самці були більші за самиць, завдовжки 55—65 см і 45—55 см. Окрім цього обидві статі мали непропорційно великі голови і дзьоби. Статевий диморфізм у розмірах черепів самця і самиці найпомітніший серед папуг:4–17. Відмінності в кістках інших частин і кінцівок менш виражені; тим не менш, птах має найпомітніший статевий диморфізм у розмірі тіла, ніж будь-який живий на сьогоднішній день папуга. Через цю особливість і могли бути відмінності в розмірах між двома птахами в ескізі 1601 року:51. Звіт Рейєра Корнеліса 1602 року зазвичай трактується як єдина сучасна згадка про різницю в розмірах Lophopsittacus mauritianus, виділяючи «великих і маленьких індійських воронів» серед острівних тварин. Повна розшифровка вихідного тексту була опублікована лише в 2003 році, і показала, що кома в англійському перекладі була розміщена неправильно; замість «індійських воронів» «великі та маленькі» посилалися на «польових курей», якими, можливо, були рудий маврикійський пастушок.

### Забарвлення

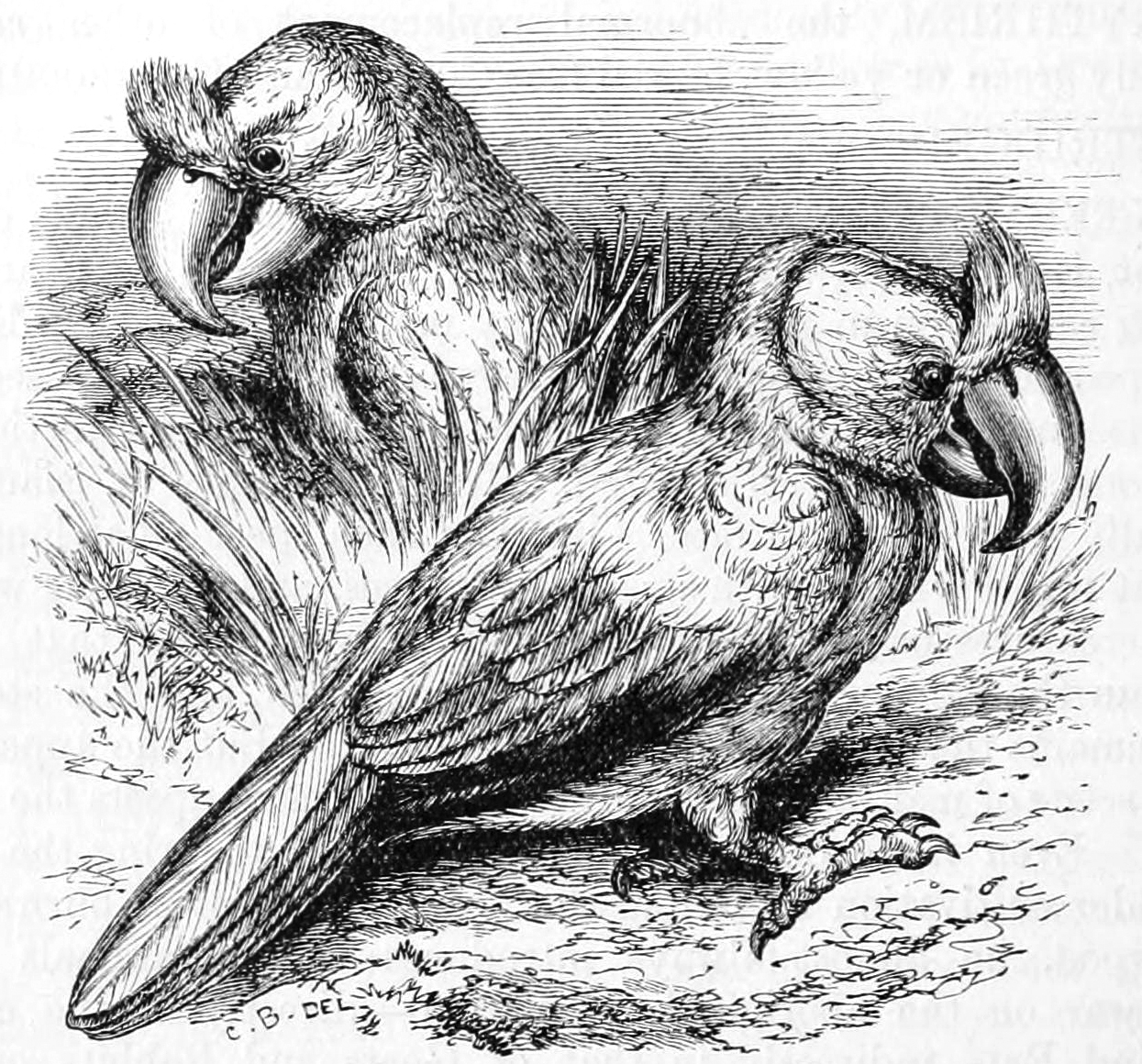
Художня адаптація на основі кальки з ескізу птаха в судновому журналі корабля «Гелдерланд»

З приводу забарвлення птаха деякий час була плутанина. Доповідь з експедиції Ван Нека 1589, опублікована 1601 року, містила першу ілюстрацію папуги з таким описом:
|                 | №5 — птах, якого ми назвали індійським вороном, крупніший, ніж 2 великих папуги, дво- або триколірна. |
| — Ван Нек, :172 | |

Останнє повідомлення і єдина згадка забарвлення виду належить Йогану Крістіану Гоффману в 1673-75:
|                        | Серед гусей, фламінго, трьох різнокольорових видів голубів, плямистих і зелених папуг є з загнутими дзьобами і синіми головами руді ворони, які насилу літають і мають від голландців прізвисько «індійський ворон». |
| — Йоганн Гоффман, :172 | |

Голова очевидно була синьою, а дзьоб, можливо, червоним, що характерно для справжніх папуг. Решта оперення, можливо, було сіруватим або чорним, яке також зустрічається серед інших представників справжніх папуг:4–17. Незважаючи на згадку про забарвлення такі автори, як Волтер Ротшильд заявив, що в журналі «Гелдерланда» птах описувався повністю синьо-сірим, тому в його книзі 1907 під назвою Вимерлі птахи реконструкція забарвлення виду була представлена таким чином. Пізніше дослідження журналу показало, що в ньому містився лише опис маврикійського дронта. Чітко промальований трафарет голови міг мати окремий колір. Було висловлено припущення про те, що крім статевого диморфізму в розмірі, самець і самиця можливо мали різне забарвлення, яке могло б пояснити деякі невідповідності в старовинних описах.

## Поведінка і середовище проживання

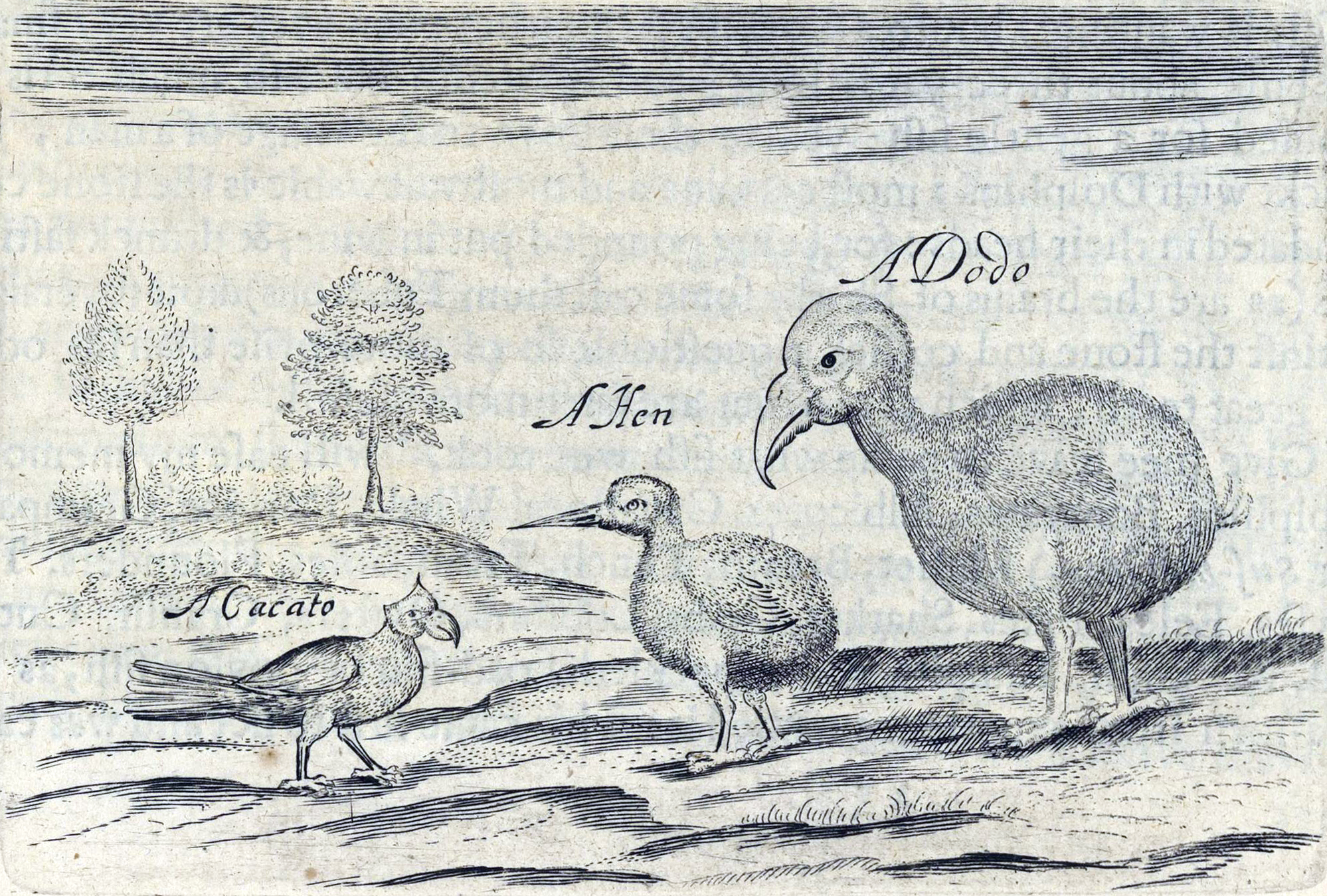
Ескіз Сера Томаса Герберта 1634 року, на якому показані Lophopsittacus mauritianus, пастушок іржастий і маврикійський дронт

Хоча птахи можливо харчувалися на землі і погано літали, їхні цівки були короткими і міцними, натякаючи на пересування по деревах. Брати Ньютони і багато авторів після них зробили висновок про те, що птах був нелітаючим через помітні короткі крила і великі розміри, показаних на ескізі 1601 року. На думку Г'юма, олівцевий нарис, що лежить в основі, насправді показує, що крила не особливо короткі. Вони здаються широкими, оскільки птахи були пристосовані до життя в лісі, а крильце — великим, що характерно для повільно літаючих птахів. Кіль птаха був зменшеним, але не був пристосований для бігу, оскільки літаючі Cyanoramphus теж мають таку ж особливість, як і какапо, здатний до планерування:4–17. Крім того, повідомлення Гоффмана свідчить, що папуга міг літати, але насилу, і вперше опублікована ілюстрація показує, що птах на верхівці дерева, малоймовірному місці для нелітаючих птахів.
Статевий диморфізм у розмірі дзьоба міг впливати на поведінку птаха. Такий тип диморфизма, звичайний серед інших папуг, таких як чорнодзьобий какаду і кака:4–17, використовується особинами для добування їжі різних розмірів, виконання певних ролей в період розмноження й турботи про потомство чи шлюбних ігор. Крім того, значна різниця між розмірами голів самця і самки, можливо, були відображенням екології кожної статі, хоча її і неможливо визначити:4–17.
Масауджі Хачісука припустив, що папуга вів нічний спосіб життя, як какапо і папужка жовточеревий, два існуючих наземних папуги. Сучасні звіти не підтверджують це, а очниці мають такі ж розміри як і в інших великих денних папуг:4–17. Lophopsittacus mauritianus було зареєстровано на посушливій навітряній стороні острова Маврикій, яка була найбільш доступною для людей, і було відзначено, що поблизу узбережжя знаходилася велика кількість птахів, яка могла свідчити про різноманітність фауни в цих областях. Птах можливо гніздився в дуплах або скелях як і кубинський амазон:4–17.

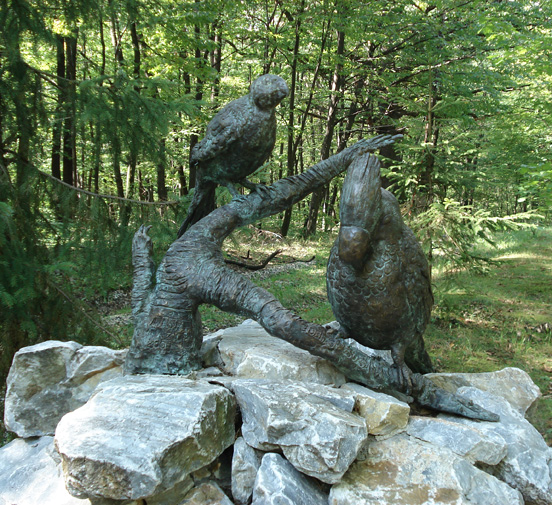
Статуї Psittacula exsul і Lophopsittacus mauritianus в Угорщині

Терміни «ворон» або «ворона» можливо натякали на різкий голос птаха, звички в поведінці або прямо на темне оперення. Такий опис Якоба Гранета 1666 вказує на лісове середовище проживання і можливо на поведінку птаха: 
|                     | У лісі живуть папуги, черепахи і інші дикі голуби, пустотливі і надзвичайно великі ворони (чубаті папуги), соколи, кажани та інші птахи, назви яких я не знаю, оскільки ніколи не бачив їх раніше. |
| — Якоб Гранет, :172 | |

З початком заселення Маврикія вимерло багато ендеміків цього острова, оскільки була сильно пошкоджена його екосистема, яка важко піддається відновленню. Спочатку острів був повністю покритий лісами, які майже повністю були вирубані. Вціліла ендемічна фауна раніше знаходиться в серйозній небезпеці. Lophopsittacus mauritianus сусідив з іншими нині вимерлими птахами, такими як пастушок іржастий, маврикійський дронт, папуга Psittacula bensoni, маврикійський синій голуб, сова Mascarenotus sauzieri, маскаренська лиска, гуска Alopochen mauritianus, чирянка маскаренська і маврикійська кваква. У число вимерлих маврикійських рептилій входять гігантські представники сухопутних черепах (рід Маскаренські черепахи), ящірок (гігантський сцинк Leiolopisma mauritiana) і змій (Bolyeria multocarinata). Чорнувата летюча лисиця і равлик Tropidophora carinata жили на Маврикії і Реюньйоні, але також вимерли на обох островах. Деякі рослини, такі як Casearia tinifolia і Angraecum palmiforme, також вимерли:371–373.

## Харчування

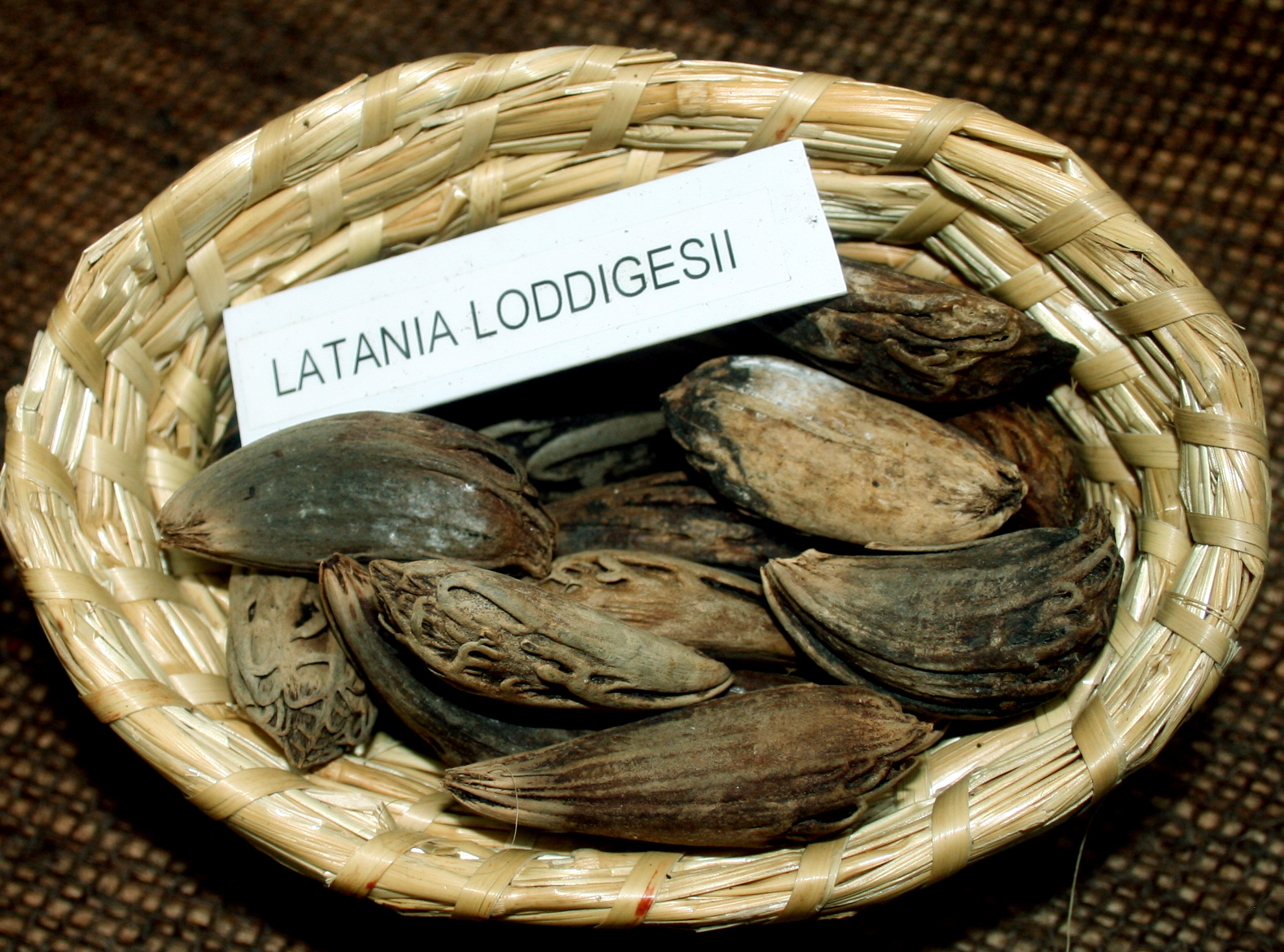
Насіння Латанія Лоддігеза, які можливо були частиною раціону птаха

Види, морфологічно схожі на Lophopsittacus mauritianus, такі як гіацинтовий ара і чорнодзьобий какаду, могли б дати уявлення про екологію птаха. Гіацинтові ара, які є типовими наземними мешканцями, харчуються досить міцними пальмовими горіхами{:4–17. Карлос Ямашита припустив, що ці папуги колись перебували в залежності від нині вимерлої південноамериканської мегафауни і пізніше переключилися на домашню худобу, поїдаючи фрукти і поширюючи насіння. Аналогічним чином чорний какаду з Австралії харчувався насінням, яке залишалося в посліді казуарів:4–17. Ямашита припустив, що маскаренські черепахи, які водилися в достатку, і додо виконували ті ж функції на Маврикії, і що Lophopsittacus mauritianus від них залежали, отримуючи від них насіння:38. Багато видів пальм і подібні їм рослини на Маврикії мали тверді насіння, які їли чубаті папуги, в тому числі Latania loddigesii, Mimusops maxima, дерево додо, хурма і пандан корисний:4–17.

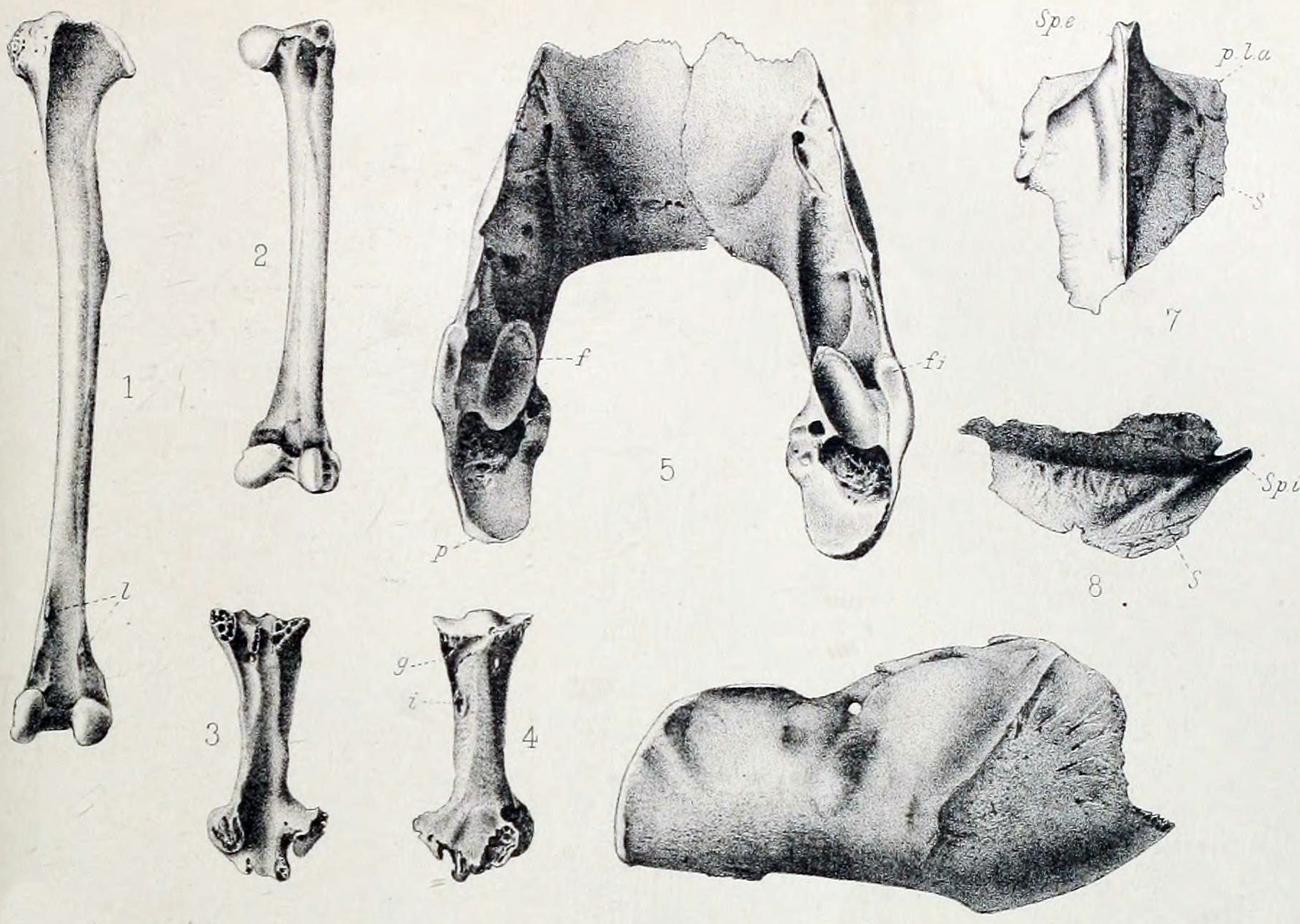
Субфосильні рештки, включаючи мандибула, описані в 1893 році

На основі рентгенографії Голіоук стверджував, що нижня щелепа папуги була слабкою, і припустив, що птах годувалися м'якими фруктами, а не твердим насінням. Як доказ він вказував на широко розкриті внутрішні трабекули, беручи до уваги широку верхню частину дзьоба і вузьку піднебінну кістку і той факт, що не збереглося відкритого верхнього рострума, який був ознакою витонченості. Проте Сміт відзначив, що чотири роди (Cyanoramphus, хвилясті папужки, лучні папужки і Psephotus), яких використовував Голіоук як приклади з «сильним дзьобом», насправді мають слабкі щелепи, і що морфологія за Голіоуку не вказує на міцність дзьоба. Г'юм з цього часу зазначав, що морфологія щелепи чубатого папуги аналогічна тій, що у найбільш великих папуг. Наприклад, гіацинтовий ара з легкістю розколює пальмові горіхи. Таким чином, ймовірно, що Lophopsittacus mauritianus добували корм у такий самий спосіб.

## Вимирання
Хоча Маврикій в Середньовіччі раніше відвідували араби і португальські кораблі між 1507 і 1513 роках, вони не створювали поселень на острові. Нідерландська імперія здобула острів у 1598 році, перейменувавши його в честь Моріца Оранського, і надалі використовувала його для провізії торгових кораблів Голандської Ост-Індської компанії. Голландські моряки, які відвідували Маврикій з 1598 і надалі, фауною цікавилися в основному заради приготування їжі.
З восьми папуг, так званих ендеміків Маскаренских островів, вижив лише папужець острівний (Psittacula echo). Всі інші ймовірно вимерли через поєднання надмірного полювання і вирубки лісів. Через погану здатність до польоту, великі розміри і довірливість чубаті папуги ставали легкою здобиччю для моряків, які жили на Маврикії, а їхні гнізда були дуже вразливими з боку хижацтва Macaca fascicularis і пацюків. Вважається, що птах вимер до 1680-х років, коли пальми йшли на лісозаготівлю у великій кількості. На відміну від інших папуг, яких часто брали моряки як домашніх вихованців, записів про перевезення з Маврикію чубатих папуг не існує, можливо через стигматизацію, пов'язану з воронами:4–17. Птах у будь-якому випадку не міг би вижити під час такої подорожі, якби вони нічого не їли, крім насіння:38.